# Ksenija Prohaska
Ksenija Prohaska (Spalato, 17 dicembre 1953) è un'attrice e cantante croata.

## Biografia
Si diploma all'accademia d'arte drammatica di Zagabria. Tra il 1980 e il 1986 lavora al Teatro nazionale della capitale ed esordisce come cantante con il compositore e direttore d'orchestra Miljenko Prohaska (suo omonimo).
Gira alcuni lungometraggi tra cui, da protagonista femminile, Gli ospiti della galassia del Premio Oscar Dušan Vukotić; la pellicola viene premiata al Festival del film di fantascienza di Trieste; quindi Transilvanya 6-5000 di Rudy De Luca, con Jeff Goldblum e John Byner, con cui si sposa.
Nel 1987 si trasferisce negli Stati Uniti: a Hollywood, dove si perfeziona sia in recitazione con Rick Eldestein (noto quale regista della serie tv Starsky & Hutch) col quale lavora anche in teatro, sia in canto, con vari maestri dell'Actors Studio e del Broadway-style, e continua a pieno ritmo l'attività artistica come attrice di prosa, cinematografica e televisiva. Compare in vari film, tra cui Bugsy di Barry Levinson, con Warren Beatty, Joe Mantegna, Ben Kingsley, nel ruolo di Marlene Dietrich: si tratta della prima "apparizione" del personaggio di Marlene nel cinema, con la diva berlinese ancora in vita. In qualità di cantante si esibisce in vari club, tra cui alla House of Blues di Los Angeles.
Nel 1999 ritorna in Croazia. Entra nel Teatro nazionale di Spalato. Debutta con il monodramma musicale Marlene Dietrich, che continua a interpretare ininterrottamente da allora, nella ex Jugoslavia, in Italia (al Mittelfest, dove recita in italiano, il direttore Moni Ovadia e la  Soroptimist le conferiscono il Premio Adelaide Ristori), in Romania, Bulgaria, Moldova, Stati Uniti, Venezuela. Di solito è accompagnata dal pianista, compositore e arrangiatore Ivan Božičević. Il monodramma drammatico-musicale, di volta in volta, viene recitato in croato, italiano, inglese, spagnolo.
Nel 2005 debutta al Parco della Musica di Roma, accompagnata dalla Roma Orchestra Sinfonietta diretta da Francesco Lanzillotta, mentre al pianoforte si alternano Antonello Di Majo e Ivan Božičević; si esibisce nei brani composti da Fabio Borgazzi (Fabor) del dramma musicale Mata Hari, scritto da Maria Letizia Compatangelo.
Allestisce due recital-concerti: Raccontare Édith Piaf e La Chanson.
Col teatro nazionale spalatino interpreta Serafina Delle Rose ne La rosa tatuata di Tennessee Williams, la Baronessa Castelli ne I Glembay di Miroslav Krleža, Ariel ne La tempesta di William Shakespeare e Billie Holiday, scritta a quattro mani con il cineasta Arsen Ostojić; col teatro nazionale di Fiume, veste i panni di Filumena Marturano, di Eduardo; con quello di Sarajevo in coproduzione con Banja Luka e Mostar (regista la serbo-berlinese Mira Herceg Haveman) è Madre Coraggio di Brecht-Dessau, sotto l'alto patrocinio del Goethe Institut di Berlino in occasione del cinquantenario della scomparsa di Bertolt Brecht. Segue una produzione drammatico-musicale con il Teatro Stabile di Zara, "Hollywood", scritto con il regista Ivan Leo Lemo e la dramaturg Ana Tonkovic Dolencic. Sul palco, lei, un attore e un pianista.
Dal 2008 al 2010 interpreta la Regina Geltrude (Amleto) per la regia del russo Alekasndr Ogarev, e la pianista Clara Schumann nell'omonimo monologo di Valeria Moretti (accompagnata dalla concertista ucraina Iryna Smirnova), mentre con Marlene Dietrich torna negli USA e in Italia, tra cui a Roma, al Teatro dell'Orologio.
Sono del 2012 lo spettacolo Chi ha paura di Virginia Woolf di Edward Albee; il recital Io che amo solo te dedicato alla canzone italiana e il concerto poetico-musicale spagnolo-croato-italiano trilingue Gracias a la vida.
Nel 2013 torna a Los Angeles con il monodramma Marlene Dietrich, questa volta recitato in spagnolo, mentre con il Teatro Nazionale di Spalato è impegnata ne Le donne saccenti di Molière, per la regia del belgradese Jagoš Marković. Contemporaneamente, presenta in vari teatri della Croazia un nuovo monologo, "Persone". Con il partner Sandro Damiani allestisce un recital dedicato a Jacques Brel, accompagnata da un complesso.
Nel 2014, gira il film di Piergiuseppe Zaia, Creators - The Past, coprotagonista femminile, accanto a Gérard Depardieu, Bruce Payne, William Shatner, Marc Fiorini.
Nel corso della stagione teatrale 2014/15, il Ministero della Cultura le conferisce il titolo di Artista-Prim'Attrice Nazionale.
La stagione teatrale 2016/2017 la vede impegnata anche col teatro di Dubrovnik "Kazaliste Marin Drzic", per il quale, in coppia con la più celebre e celebrata attrice della ex Jugoslavia, l'utraottantenne Milka Podrug-Kokotović, per la direzione della regista Nenni Delmestre, recita nella commedia "Le fuggitive" dei francesi Christoph Duthuron e Pierre Palmade.
Nel 2017 inizia a collaborare, quale doppiatrice, con la Walt Disney-Croatia
Nella stagione 2017/18, interpreta, tra gli altri, il ruolo di Ljubov Andreevna ("Il giardino dei ciliegi"), per la regia del citato Aleksandr Ogarev e Clitennestra ("Orestea") con il regista macedone Dejan Projkovski. Entrambi gli spettacoli sono prodotti dal Teatro Nazionale di Spalato.
Nel 2019 torna a recitare in Italia. In gennaio e luglio, a Muggia e a Trieste, il monoshow "Marlene Dietrich"; mentre in agosto e dicembre, a Pescara (in estiva e invernale) ed a Campobasso, in collaborazione con Metateatro Florian, diretto da Giulia Basel, l'atto unico "Billie Holiday", tradotto, anch'esso come "Marlene Dietrich", da Sandro Damiani. Poco prima che il Covid 19 sbarri le porte dei teatri, porta a Praga, recitando in ceco, "Marlene Dietrich". Contemporaneamente, a Spalato è la protagonista femminile della commedia musicale "Bambina" di Ana Tonkovic Dolencic-Neno Belan; la regia è di Kresimir Dolencic. A ruota, è protagonista femminile della commedia nera di Sarah Ruhl "... e il cellulare continua a squillare", per la regia della Delmestre. Dopo poche repliche di entrambi gli spettacoli, si va... in vacanza-corona. (Per la cronaca, il Teatro spalatino sarà tra i pochi a non chiudere del tutto i battenti: continuerà a operare con spettacoli con pochi personaggi e con un pubblico ridottissimo).   
Dopo un anno e mezzo di pausa forzata, in cui Prohaska presta la voce per alcuni cartoon della Disney, torna in teatro, con due lavori; entrambi debuttano a Zagabria.  Prima però, nell'estate del 2021, è invitata al Festival Internazionale del Teatro Romano di Volterra, con "Marlene Dietrich".   
Il primo dei due suddetti spettacolo è scritto e recitato in ceco: "Il cristallo di Praga", con il collega Serge Soric, attore croato-britannico (ma con laurea ottenuta a Praga). Il secondo, in croato: "Di dov'è lei, signora?", scritto dalla stessa Prohaska, con la dramaturg Tonkovic Dolencic, per la regia del Dolencic. In scena, con lei l'attore Maro Nejasmic Banic.

## Filmografia parziale
- I visitatori della galassia arcana (1981)
- Bugsy (1991)
- Creators - The Past (2019)